# Eva Braun
 Ovo je glavno značenje pojma Eva Braun. Za glazbeni sastav iz Srbije pogledajte Eva Braun (glazbeni sastav).
Eva Anna Paula Hitler (rođena Braun, 6. veljače, 1912. – 30. travnja 1945.) dugogodišnja ljubavnica te supruga Adolfa Hitlera nepunih 40 sati.
Rođena je u Münchenu kao kći školskog učitelja i krojačice. Obrazovala se u poslovnoj školi, no uvijek je bila posvećena atletici i bavljenju sportom. Hitlera je upoznala 1929. godine kod nacističkog fotografa Heinricha Hofmanna za kojega je radila kao osobna asistentica. On joj se predstavio kao "Herr Wolf" (to je ime Adolf Hitler koristio u počecima svog političkog života radi sigurnosnih razloga). Svojim prijateljicama opisala ga je kao "ljubaznog čovjeka u godinama sa smiješnim brkovima i velikim šeširom". Obitelj Eve Braun bila je protiv veze. Hitler se zagledao u nju nakon što se njegova nećakinja Geli Raubal, kćerka njegove polusestre u koju je bio jako zaljubljen, ubila. Neki nagađaju da ju je Hitler osobno ubio, a neki da ju je dao ubiti. [nedostaje izvor] Eva je pokušala samoubojstvo 1932. kao i 1935. godine, zbog nesuglasica u vezi s Adolfom Hitlerom. Imala je jak utjecaj na njega tako da neki povjesničari tvrde da su neke od najgorih ideja bile njene zamisli koje je priopćila Hitleru.[nedostaje izvor] Za vrijeme rata živjela je s Hitlerom i pomagala mu je u osobnim poslovima. Neki od nacista htjeli su je ukloniti jer su je smatrali prevelikim rizikom za Treći Reich. Kad je počeo napad na Berlin sovjetske Crvene armije, vrijeme je provodila zajedno s njim u bunkeru.
Ubila se zajedno s Hitlerom 30. travnja 1945. godine u bunkeru. Njezino tijelo je spaljeno zajedno s tijelom Adolfa Hitlera.